# Per Martin-Löf
Per Erik Rutger Martin-Löf, född 8 maj 1942 i Stockholm, är professor emeritus i matematisk logik vid Stockholms universitet. Han har ett stort internationellt anseende inom konstruktivismens område, främst genom sin konstruktiva typteori.
Martin-Löf är sedan 1990 ledamot av Kungliga Vetenskapsakademien.

## Familj
Per Martin-Löf är far till dirigenten Cecilia Martin-Löf, bror till matematikern Anders Martin-Löf och kusin till Sverker Martin-Löf. Rutger Martin-Löf är hans farbror.